# Cutry, Meurthe-et-Moselle
Cutry är en kommun i departementet Meurthe-et-Moselle i regionen Grand Est (tidigare regionen Lorraine) i nordöstra Frankrike. Kommunen ligger i kantonen Mont-Saint-Martin som tillhör arrondissementet Briey. År 2022 hade Cutry 1 042 invånare.

## Befolkningsutveckling
Antalet invånare i kommunen Cutry
| Referens: INSEE |